# Ceroplastes theobromae
Ceroplastes theobromae är en insektsart som beskrevs av Robert Newstead 1908. Ceroplastes theobromae ingår i släktet Ceroplastes och familjen skålsköldlöss.
Artens utbredningsområde är Kamerun. Inga underarter finns listade i Catalogue of Life.